# Steinmauern
Steinmauern è un comune tedesco di 2 914 abitanti, situato nel land del Baden-Württemberg.

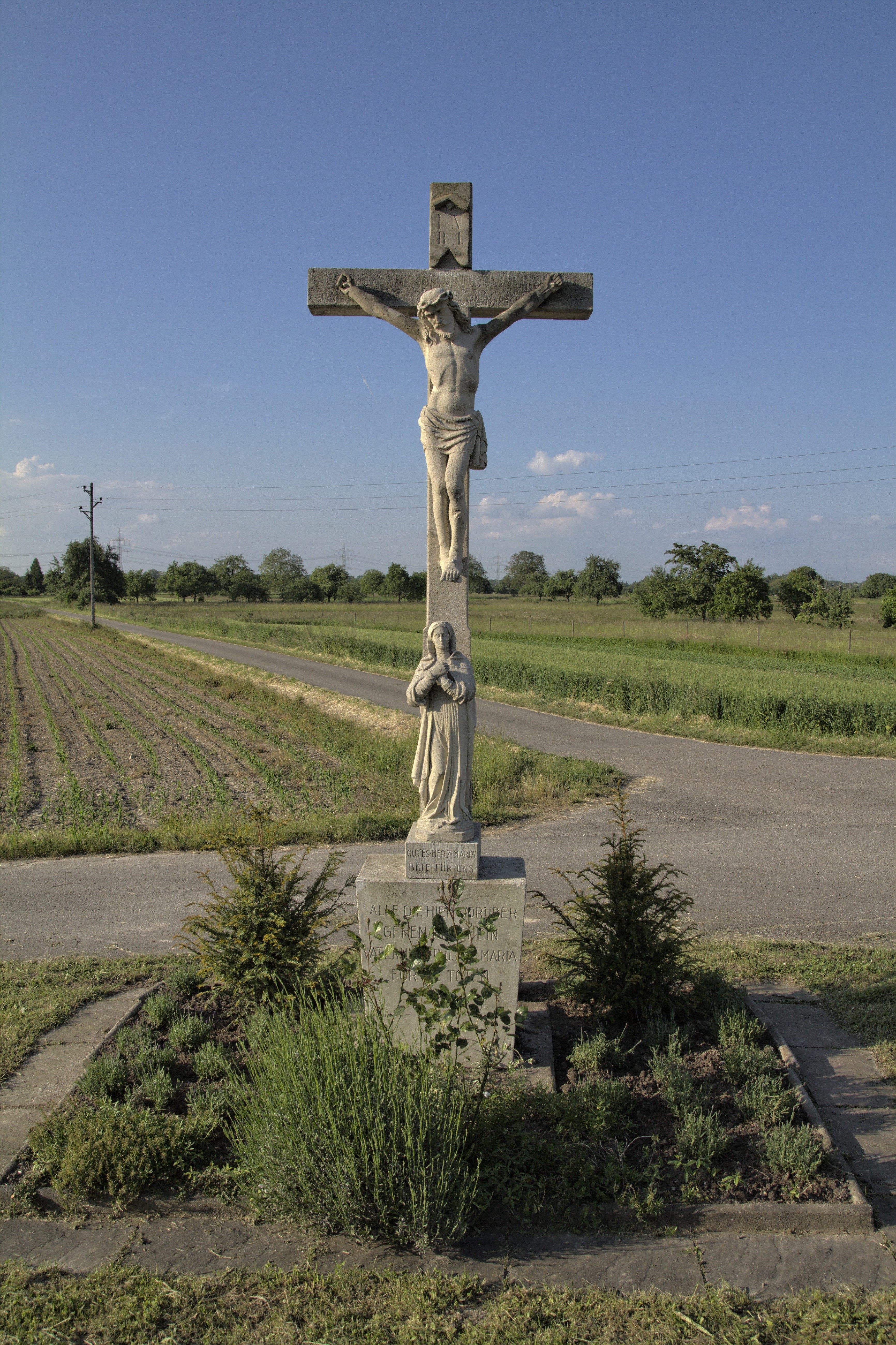
Wegkreuz Richtung Rhein